# Cosmopolitan (cocktail)
Cosmopolitan hay còn gọi là cosmo là loại cocktail được làm bằng vodka, triple sec (rượu mùi hương vỏ cam), nước ép nam việt quất cùng nước chanh tươi vắt hoặc thêm đường.

## Lịch sử
Công thức từ Hiệp hội Bartenders Quốc tế được dựa trên vodka citron, vodka có vị chanh. Thức uống Cosmopolitan có liên hệ với cranberry coolers như cocktail Cape Codder. Mặc dù thường được trình bày khác nhau, đồ uống cosmopolitan cũng có một sự tương đồng trong thành phần với cocktail kamikaze.
Nguồn gốc của cosmopolitan còn đang tranh cãi.

## Công thức
- 15 ml nước ép chanh
- 20ml rượu Cointreau
- 30ml nước ép việt quất
- 45 mi vodka Citron

### Phương pháp
Cho 15 ml nước ép chanh, 20ml rượu Cointreau, 30ml nước ép việt quất, 45 ml vodka Citroncả thêm đá vào dụng cụ lắc rồi lắc khoảng 30 giây. Rót thành phẩm vào ly Martini và trang trí với vỏ cam xoắn hoặc lát chanh.